# Guatemalteekse Burgeroorlog

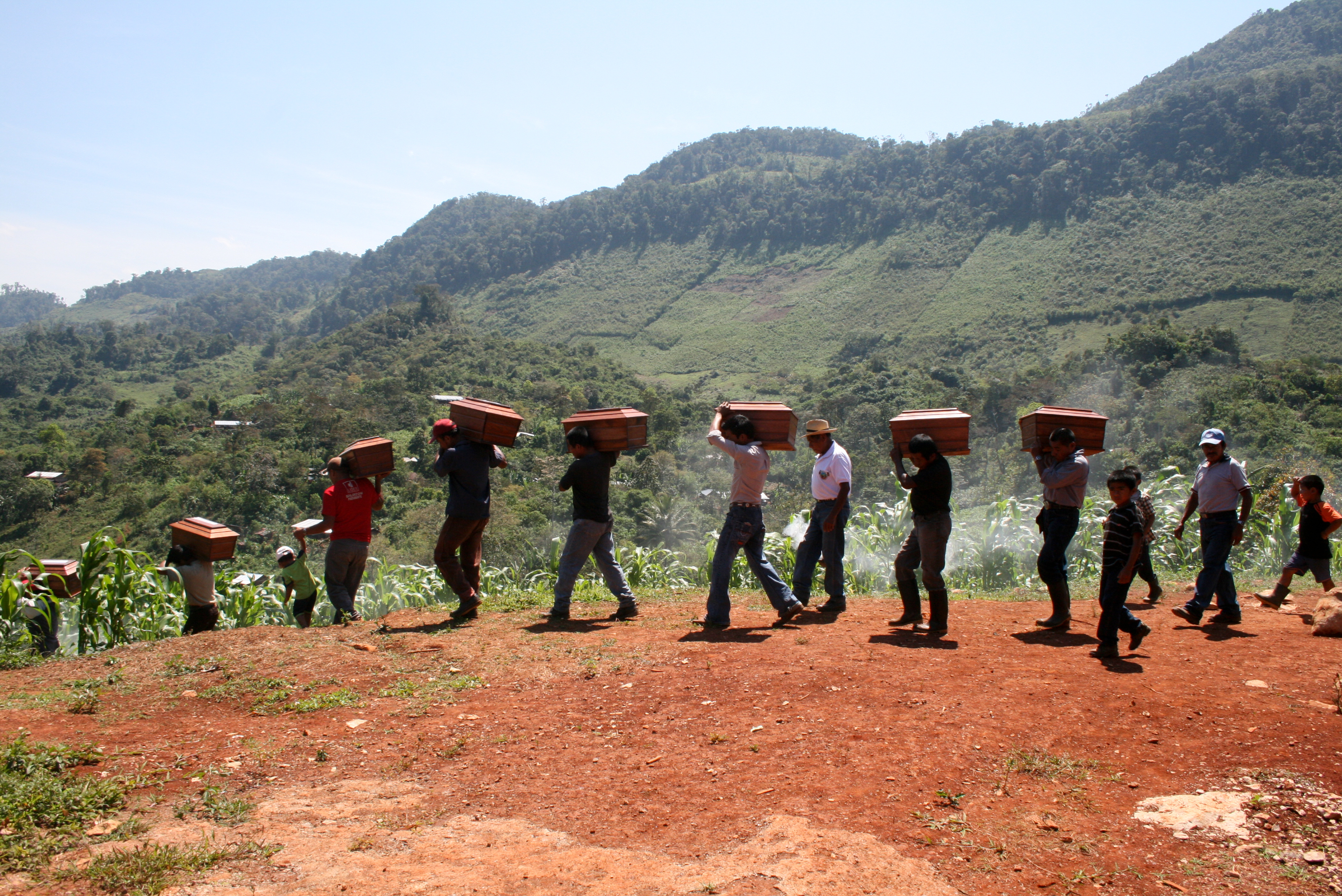
Ixil-mensen dragen de stoffelijke overschotten van verwanten, na een exhumatie in de Ixil Driehoek (februari 2012).

De Guatemalteekse Burgeroorlog was een burgeroorlog in Guatemala, tussen de regering en verschillende linkse rebellengroepen. Deze kregen de steun van de inheemse Maya-bevolking (o.a. Ixil) en arme boeren. De oorlog woedde van 13 november 1960 tot 29 december 1996.
De regeringstroepen van Guatemala werden later veroordeeld wegens genocide op de Maya-bevolking en wegens wijdverbreide schendingen van de mensenrechten tegen burgers. Er vielen 150.000 à 200.000 doden, 45.000 mensen (hoofdzakelijk Maya) blijven vermist.
De strijd hield verband met aanslepende conflicten inzake landverdeling tussen enerzijds Europese en buitenlandse bedrijven, zoals de United Fruit Company en anderzijds de arme plattelandsbevolking.
Generaal Efraín Ríos Montt werd aangeklaagd voor genocide en misdaden tegen de mensheid tijdens de burgeroorlog. Hij zou onder andere de intellectuele verantwoordelijkheid dragen voor 1771 doden en voor 29.000 mensen die verdreven werden. Montt werd hiervoor veroordeeld tot een gevangenisstraf van tachtig jaar, maar het vonnis werd verbroken door het Guatemalteekse Grondwettelijk Hof. Nog voor het proces kon worden overgedaan, stierf Rios Montt (in 2018).